# إدموند إتش ماريوت
إدموند إتش ماريوت هو عسكري كندي، ولد في 12 أبريل 1921، وتوفي في 7 يوليو 2001.